# Vallis Bouvard
Pour les articles homonymes, voir Bouvard.

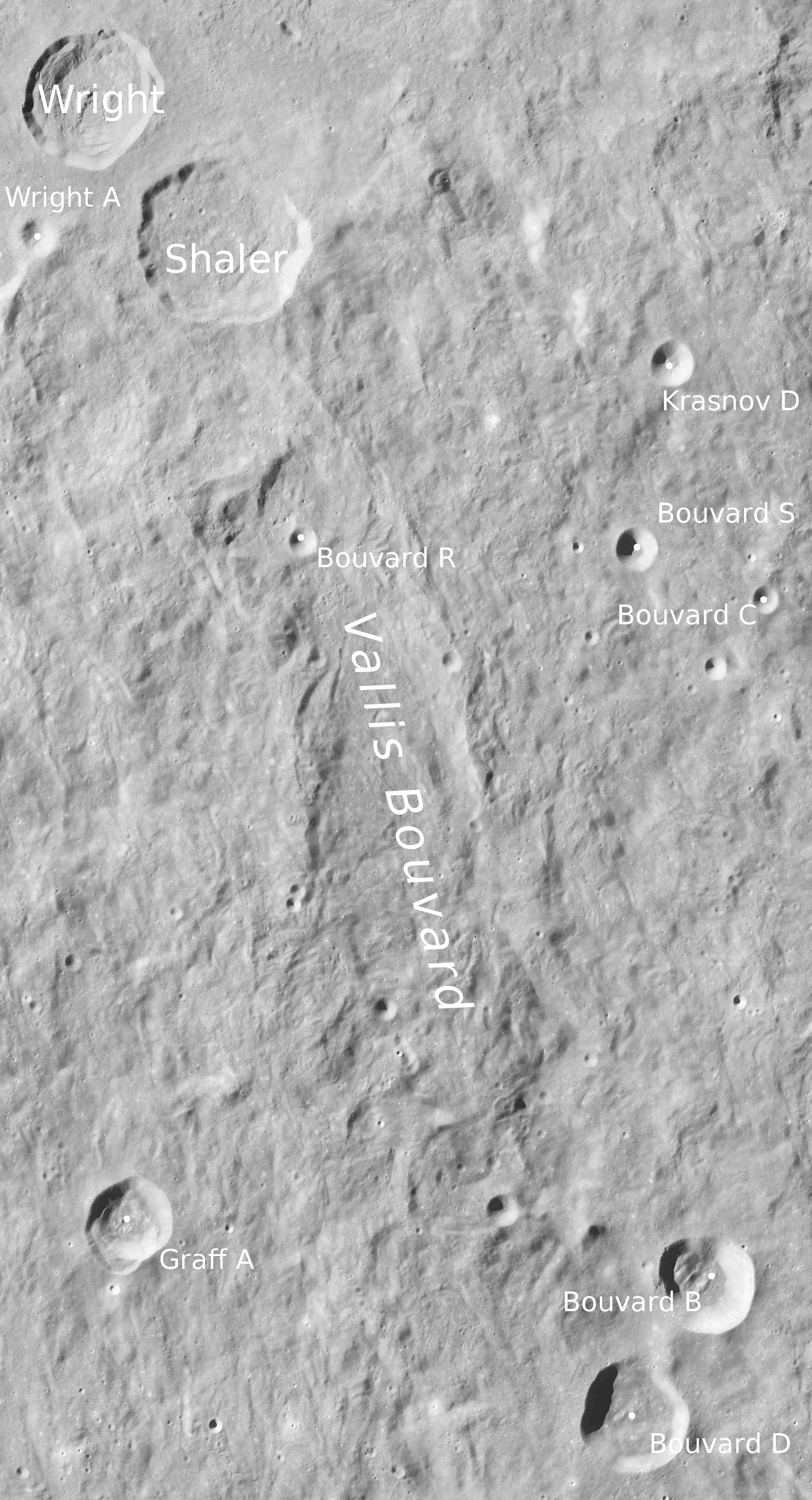
Vue générale de la Vallis Bouvard.

La Vallis Bouvard est une vallée lunaire longue de 284 km de long sur la face visible de la Lune. Ses données sélénographiques sont −38,3, −83,1. 
La Vallis Bouvard commence à la rive sud du cratère Shaler (en) et serpente vers le sud-sud-est vers le cratère Baade. C'est l'une des nombreuses vallées qui rayonnent depuis le bord sud-est du bassin d'impact circulaire de la Mare Orientale. Deux autres vallées sont présentes à côté, les vallées Vallis Baade et Vallis Inghirami (en). 
En 1970, l'Union astronomique internationale a nommé cette vallée en l'honneur de l'astronome français Alexis Bouvard.
Plusieurs cratères satellites parsèment la Vallis Bouvard.
| Cratères satellites de Vallis Bouvard | Coordonnées Sélénographiques | Diamètres |
| ------------------------------------- | ---------------------------- | --------- |
| B                                     | 41,71° S, 79,82° W           | 15 km     |
| C                                     | 37,09° S, 77,48° W           | 15 km     |
| D                                     | 42,77° S, 80,66° W           | 27 km     |
| E                                     | 41,9° S, 77,53° W            | 13 km     |
| F                                     | 42,46° S, 76,55° W           | 12 km     |
| G                                     | 42,07° S, 74,74° W           | 20 km     |
| M                                     | 40,61° S, 77,52° W           | 74 km     |
| N                                     | 38,57° S, 76,52° W           | 66 km     |
| P                                     | 38,92° S, 75,16° W           | 14 km     |
| R                                     | 35,56° S, 84,38° W           | 8 km      |
| S                                     | 35,62° S, 80,63° W           | 12 km     |